# Posener evangelische Chorgesangverband
Posener evangelische Chorgesangverband – niemieckie, ewangelickie zrzeszenie chóralne z siedzibą w Poznaniu, działające w latach 1887–1913.
Zrzeszenie obejmowało swoim zasięgiem ówczesne zaborcze pruskie rejencje: Poznańską i Bydgoską. Na terenie Prowincji Poznańskiej obejmowało 78 parafii, jednak chóry posiadało jedynie około 30% z nich (mieszane, kobiece i dziecięce). Ich liczebność była znacznie zróżnicowana. Co roku organizowano zjazdy śpiewacze, w tym w Poznaniu odbyły się one w latach: 1887, 1901 oraz 1905. Chóry zrzeszone w organizacji koncertowały w kościołach, z reguły wykonując utwory kompozytorów niemieckich.